# Louise Lasser
Louise Lasser, född 11 april 1939 i New York i New York, är en amerikansk skådespelerska. 
Lasser var gift med Woody Allen 1966-1969 och inledde sin filmkarriär i makens filmer. Hon spelade Woody Allens karaktär Fielding Mellishs flickvän i filmen Bananas (1969) och medverkade även i Allt du skulle vilja veta om sex, men varit för skraj att fråga om (1973). Hon blev sedan känd genom titelrollen i tv-serien Mary Hartman, Mary Hartman (1976-77). Hon har därefter medverkat i tv- och filmproduktioner, ofta i biroller. Under 2000-talet har hon medverkat bland annat i Requiem for a Dream (2000).

## Filmografi (urval)
- 1969 – Ta pengarna och stick!
- 1971 – Bananas
- 1973 – Allt du skulle vilja veta om sex, men varit för skraj att fråga om
- 1973 – Slither
- 1980 – Vi litar på gud
- 1985 – Ring så mördar vi
- 1987 – Älskling jag ger mej
- 1990 – Frankenhooker
- 1997 – Sudden Manhattan
- 1998 – Happiness
- 1999 – Mystery Men
- 2000 – Requiem for a Dream
- 2000 – Fast Food Fast Women
- 2002 – Wolves of Wall Street
- 2003 – National Lampoon's Gold Diggers